# Novo Selani
Novo Selani (makedonsky: Ново Селани) je vesnice v Severní Makedonii. Nachází se v opštině Češinovo-Obleševo ve Východním regionu.

## Geografie
Vesnice se nachází v údolí Kočanska kotlina, západně od města Kočani. Leží v nadmořské výšce 315 metrů.

## Demografie
Podle sčítání lidu z roku 2002 žije ve vesnici 74 obyvatel, všichni se hlásí k makedonské národnosti.
| Rok          | 1948 | 1953 | 1961 | 1971 | 1981 | 1991 | 1994 | 2002 |
| ------------ | ---- | ---- | ---- | ---- | ---- | ---- | ---- | ---- |
| Obyvatelstvo | 78   | 93   | 122  | 122  | 115  | 91   | 79   | 74   |